# Clodoveo Astudillo Samaniego
Clodoveo Astudillo Samaniego, (Zaruma, 1945) es un sociólogo e historiador ecuatoriano. Su obra de carácter histórico, engloba investigaciones relacionados con la geografía, arte y aspectos sociales de la provincia de El Oro, siendo las más destacadas: El Oro, nueva visión histórica, Liderazgos políticos en la Provincia de El Oro y El sudor del sol. Historia de la minería orense, entre otras. Debido a su trayectoria como investigador, fue nombrado miembro de Casa de la Cultura Ecuatoriana Benjamín Carrión, núcleo El Oro y es actualmente el director del Congreso de Cultura Orense, evento que dicha institución realiza cada año en diferentes cantones de la provincia.

## Biografía
Nació en Zaruma, provincia de El Oro en el año de 1945. Obtuvo el título de Sociología en la Universidad Técnica de Machala y posteriormente realizó sus estudios en la Universidad Internacional de Andalucía, España. Ha desempeñado la cátedra universitaria y ha sido invitado a diferentes eventos de carácter histórico nacionales e internacionales. también ha incursionado en la investigación de las ciencias políticas, siendo su libro más destacado: Fundamentos Filosóficos Históricos, editado por la Casa de la Cultura Ecuatoriana Benjamín Carrión en el año 2000.

## Obras
Entre sus obras más destacadas tenemos:
- Fundamentos filosóficos, históricos. 2000
- El Oro, nueva visión histórica. Universidad Técnica de Machala, Facultad de Ciencias Sociales, 2003 - 156 p.
- La conquista y conlonización española, en los territorios de la actual provincia de El Oro. 2003
- El sudor del sol. Historia de la minería orense. Ediciones La Tierra, 2007 - 191 p. ISBN 9978320369, ISBN 9789978320365
- Sociedad orense en el siglo XX. 2009.
- Ideario y Lucha Socialista. 2010.
- Filosofía política de ayer y de siempre. 2011.
- Liderazgos políticos en la Provincia de El Oro. 2012.
- Historia del Movimiento Obrero Internacional. 2013.

Libros de Sociología y Filosofía
- Ensayos de Socilogía y educación. 2005.
- La filosofía y sus problemas. 2008.

Libros de Poesía
Antología de la Poesía Orense. 2014.

## Análisis de su obra
La obra de Clodoveo Astudillo comprende el análisis y la crítica de sucesos de trascendencia política-histórica para El Oro (provincia) así como a nivel nacional, tal es el caso de su libro Sociedad Orense en el siglo XX , donde parte derte del estudio de las primeras culturas prehistóricas en la costa ecuatorianam para abordar posteriormente la época colonial y el siglo XX. Nos muestra como las condiciones geográficas de la provincia y su crecimiento poblacional, impulsaron el auge cacaotero y la producción de Café ecuatoriano. Según sus investigaciones entre 1911 y 1920 la exportación de cacao, contribuyó al 67% de las exportaciones totales del país, lo que favoreció a los hacendados de la provincia. Así mismo el autor resalta la situación social del indígena durante esta época, relacionada con el Latifundio . Al llegar al estudio de la década de 1940, nos otorga su visión sobre la Guerra peruano-ecuatoriana y la situación limítrofe de ambos países en aquel entonces. La época bananera, que constituyó la reactivación económica y social de la provincia tras la guerra, según el autor, es analizada en su capítulo IV, en la que destaca la participación de los jornaleros y los estibadores de banano en las labores agrícolas y su situación laboral.
En El sudor del sol. Historia de la minería orense, el autor realiza un estudio de la explotación aurífera en la provincia de El Oro, desde sus orígenes y su evolución histórica en cantones como Zaruma (canton) y Santa Rosa, la condición social y salarial del minero ecuatoriano y procedimientos de explotación de minerales.